# Liljevalchs/Gröna Lund (spårvagnshållplats)

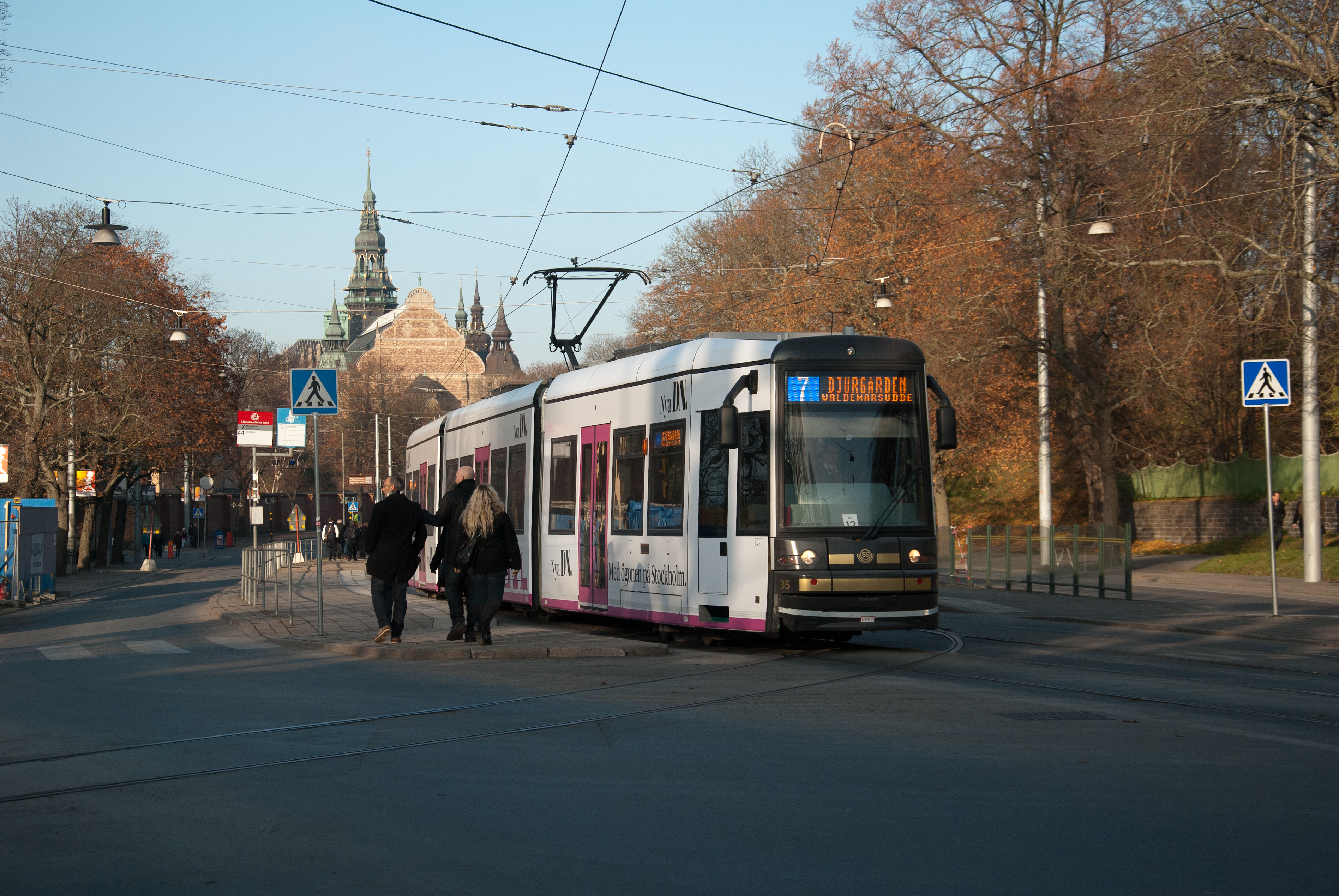
Hållplatsen i november 2011. I bakgrunden Nordiska museet.

Liljevalchs/Gröna Lund är en buss- och spårvagnshållplats på Djurgården i Stockholm. Namnet avser Liljevalchs konsthall som är belägen vid denna hållplats. 
Vid denna hållplats ligger även:
- Gröna Lund
- Alkärrshallen (Spårvagnshallen för Djurgårdslinjen)
- Abbamuseet
- Cirkus
- Hasselbacken